# Тингианы
Тингианы (альтернативное название — итнег) — филиппинский горный народ на северо-западе острова Лусон (Филиппины). Численность народа составляет примерно 70 тысяч человек. Говорят на языке тингиан (итнег) западноавстронезийской группы австронезийской семьи. Существуют диалекты: северный, восточный и южный. Близки к илокам, существует гипотеза, что тингиан — часть илоков, избежавших христианизации на начальных этапах колонизации Филиппин. Распространены также языки илоканский, бонток, калинга, апайо. В основном тингиан придерживаются традиционных верований и культов, есть христиане (католики, протестанты). (Почагина О. В. 1999: 530).

## Традиционные хозяйственные занятия

### Сельское хозяйство
Главная продовольственная культура тингианов — суходольный рис. Удобный участок выжигают и очищают перед началом дождливого периода. Когда начинаются дожди, производят посев. Мужчины заострённой палкой делают ямки, в которые женщины бросают несколько зёрен. Иногда рисовые зёрна разбрасывают пригоршнями через ветку дерева (для равномерного рассеивания). При подсечной системе обработки поля быстро истощаются, и после двух посевов риса их занимают под сахарный тростник или хлопчатник, но часто бросают совсем, и они зарастают. Второй способ возделывания риса — заливной. Поля располагают на террасах горных склонов или же в речных долинах. Кроме риса, на таких полях возделывают сахарный тростник, кукурузу, тыквы, дыни, имбирь, хлопок, табак, бетель. Из фруктовых деревьев наиболее широко распространены бананы, апельсины, манго.

### Животноводство и птицеводство
Тингианы держат буйволов, которых запрягают в плуг, а также свиней, собак, реже лошадей, коров, коз, домашнюю птицу.

### Ремёсла
Ремёсла — ткацкое, гончарное, плетение, кузнечное, оружейное. Ремесло не получило большого развития. До начала XX века для кузнечных поделок добывали жёлтую руду. Широко распространено прядение и ткачество, изготовление веревок, сетей. (Маретин Ю. В. 1966: 498).

## Традиции

### Традиционное жилище
Дома тингианы строят на сваях по типу илокских. Наиболее распространён однокамерный дом с открытой верандой. Реже встречаются дома из двух-трёх помещений. В последнем случае между комнатами имеются веранды без стен, под общей двухскатной крышей, крытой травой. Амбары строят отдельно, тоже на сваях, они имеют такие же травяные крыши.
Грузы перевозятся на санях-волокушах. В дождливый период используют сани с широкими полозьями, а в сухой — с узкими. Груз кладут на настил или в корзину, приделанную к полозьям.

### Традиционная одежда
Обычный костюм мужчины состоит из узкой набедренной повязки. На голове носят плоскую широкую шляпу или платок, а на шее, на руках и ногах — украшения. У пояса обязательно висит нож. Иногда мужчины надевают рубашки, реже — штаны.
Женщины носят саронг из грубой хлопчатобумажной ткани местного производства, предпочтительно белого цвета. Иногда надевают кофты с короткими рукавами. Голову покрывают широкой плоской шляпой или платком. Носят много украшений на шее, на руках, на голове. И мужчины, и женщины обычно ходят босиком.

### Традиционная пища
Основу питания составляет рис. Овощи и фрукты служат существенным дополнением к рису. Мясо едят редко. Сахарный тростник тоже идёт в пищу и для приготовления спиртного напитка.

### Традиционные танцы
Танцы тингиан, как и других горных народов, чаще всего изображают трудовые процессы. Весьма характерен танец, показывающий обрушивание риса. Женщины с большими шестами в руках движутся вокруг большой ступы, поднимая и опуская руки в такт музыке. (Маретин Ю. В. 1966: 498).

## Социальная организация
У тингиан существенная имущественная дифференциация. Тингианы живут в деревнях, управляемых старейшинами (лэкэй), которые избираются мужчинами старшего возраста. Избирают, как правило, богатого человека среднего возраста, хорошо знающего обычаи своего народа. Право пожизненного управления деревней старейшины стали превращать в наследственное, передавая свои обязанности сыновьям. До начала XX века практиковалась «охота за головами» (Почагина О. В. 1999: 530).
В настоящее время у тингиан идет процесс феодализации. Старейшины, которые должны покровительствовать бедным и оказывать им помощь, давая взаймы продовольствие, требуют в качестве процента половину взятого. Во время осадки риса и уборки урожая должники работают на полях кредиторов. Бесплатная рабочая сила даёт возможность увеличивать посев риса, а высокий ростовщический процент умножает богатство старейшин; они становятся эксплуататорами чужого труда (Маретин Ю. В. 1966: 498).

## Брак и семья
Видимо, каждое тингианское поселение ранее состояло из одной близкородственной группы. Даже в настоящее время большинство семей в них связано между собой родством, иногда охватывающим до шести поколений.
Счёт родства билатеральный. Брак неолокальный. Семья моногамная, нуклеарная.
В брачных запретах учитывается кровное родство и родство по прежнему браку. Запрещается кузенный брак, женитьба на сводных сёстрах, на сёстрах жены и на её матери.
Предварительный сговор часто происходит, когда дети ещё совсем маленькие, а окончательное соглашение заключается позднее, по достижении 6-7 лет. Родители жениха, получив положительный ответ от родителей невесты, договариваются о размере платы за неё. Жена у тингиан бывает одна, но мужчина может иметь наложниц, живущих в отдельных домах. Дети наложниц принадлежат отцу. (Маретин Ю. В. 1966: 499).

## Верования
Тингианы верят в духов (природы, предков, приносят им в жертву животных (свиней, кур), используют в общении с ними религиозные формулы (диам). Шаманы в основном женщины. Распространены аграрные культы, магия. Обряды, как общественные, так и семейные, играют большую роль в жизни тингиан. (Почагина О. В. 1999: 531).

### Похороны
Интересны их похоронные обряды. Тело умершего кладут на специальный бамбуковый помост в конце дома. Умершего одевают в лучшие одежды и украшения. Всё это душа должна взять с собой к предкам. На третий день происходят похороны. Один из собравшихся отбивает многократно удары специальной палочкой, после чего это же повторяют все остальные; последней берёт палочку жена умершего. Захоронение производят под домом или во дворе. Если умер мужчина, то жена его на следующее утро идет к реке и опускает свою головную повязку в воду. Вода должна смыть с неё печаль. (Маретин Ю. В. 1966: 499).

## Культура
Богат и самобытен фольклор: мифы, предания, сказки, обрядовые танцы, песни, декоративно-прикладное искусство (Почагина О. В. 1999: 531).